# PGC 72749
LEDA/PGC 72749, auch UGC 12828, ist eine Spiralgalaxie vom Hubble-Typ Sc im Sternbild Pegasus am Nordsternhimmel. Sie ist schätzungsweise 202 Millionen Lichtjahre von der Milchstraße entfernt und hat einen Durchmesser von etwa 75.000 Lichtjahren. Vom Sonnensystem aus entfernt sich das Objekt mit einer errechneten Radialgeschwindigkeit von näherungsweise 4.300 Kilometern pro Sekunde.
Sie gilt als Teil der fünf Mitglieder zählenden Lyons Groups of Galaxies LGG 483 um NGC 7771.
Im selben Himmelsareal befinden sich unter anderem die Galaxien PGC 1589861, PGC 1591942, PGC 1596832, PGC 1605476.